# Alexandre Vvedenski (leader religieux)
Pour les articles homonymes, voir Alexandre Vvedenski.
Alexandre Ivanovitch Vvedenski (russe : Александр Иванович Введенский) (Vitebsk, 30 août 1889 - Moscou, 26 juillet 1946) est un leader religieux orthodoxe et l'un des principaux artisans de l'Église vivante et du courant rénovationiste.

## Biographie
En 1922, il dirige un groupe de prêtres de Petrograd et demande au patriarche Tikhon de Moscou assigné à résidence de nommer un représentant du Patriarcat de Moscou restauré depuis peu (en 1918). Tikhon nomme alors l’évêque de Iaroslavl Agafangel ; le secrétariat est confié à Vvedenski.
Le 18 mai 1922, Vvedenski décrète la création d'une Église vivante progressiste. De fait, cette Église recevra le soutien des autorités soviétiques.

## Sources
- Serge Boulgakov, Sous les remparts de Chersonèse (1918, publication posthume), Troudy po sotsiologii i teologii, t.2, Moscou, Naouka, 1997, traduit en français par Bernard Marchadier, Genève, Ad Solem, 1999, p.72